# 鱸鰻
鱸鰻（學名：Anguilla marmorata），俗名花鳗鲡、花鰻、雪鳗、鳝王、烏耳鰻等，為輻鰭魚綱鰻鱺目鰻鱺亞目鰻鱺科的其中一種。其种加词“marmorata”意为“大理石纹的”。

## 分布
为降河洄游鱼类，分布於印度洋及太平洋西部；北达朝鲜南部及日本，南达澳大利亚南部。 包括東非、馬達加斯加、中華人民共和國、法屬波里尼西亞、菲律賓、日本南部、台灣、印尼、澳洲北部、索羅門群島、帛琉、密克羅尼西亞等地沿海及入海河川溪流皆有其蹤跡。

## 特徵
體延長呈圓柱形，但肛門後的尾部則稍側扁。鱗片細小，體灰黑或黃褐但具有斑紋，腹部為銀白色；背鰭和臀鰭都是低平而一直延伸到尾部，和尾鰭連結成一體而不易區分彼此。體長可達160公分。

## 生態
棲息在砂泥底部的肉食性魚類，鱸鰻的成長過程和日本鰻鱺相似，其幼魚在河川中成長，成魚因繁殖需要在春季降海產卵。孵化後的仔魚經柳叶状幼体时期變化成透明的鰻線，需耗時五個月，才再回到河裡生存。白天全身隱藏在泥地中，只有露出一個頭部呼吸，到了夜晚即游出覓食，以其它魚類、蝦、蟹為食。

## 經濟利用
在台灣曾列為保育類魚類，當時市場上的鱸鰻多屬進口。2009年在專家學者研商後，認為資源恢復，且非臺灣的特有種，因而將鱸鰻從保育類物種中移除。目前臺灣已能人工養殖。常佐以中藥材燉煮食用。
中国大陆将该种鱼类列入二级国家重点保护野生动物。